# Grand Hotel…!
Grand Hotel …! ist ein deutsches Stummfilmmelodram aus dem Jahre 1927 von Johannes Guter mit Mady Christians, Dagny Servaes und dem Kinoneuling Günther Hadank in den Hauptrollen.

## Handlung
Wie in Vicki Baums legendärem, 1929 veröffentlichten Roman Grand Hotel (Menschen im Hotel) spiegelt auch dieses Grand Hotel Boulevard mit seinen sehr unterschiedlichen Gästen einen Mikrokosmos mannigfaltiger Eitelkeiten, Problemstellungen und Ängste wider. Da ist beispielsweise der junge, aufstrebende Medizinforscher Prof. Pretorius, der ein bahnbrechendes Medikament auf den Markt bringen könnte, dem aber das nötige Geld für die Vorfinanzierung fehlt. Um sein Lebenswerk nicht zu gefährden, bestiehlt er die gleichfalls hier logierende spanische Sängerin Señorita Lamorra. Mit dem Verkauf des aus ihrem Zimmer entwendeten Colliers hofft er endlich sein wunderbringendes Heilmittel auf den Markt bringen zu können. Der Akademiker und Forscher weiß nicht, dass die Bestohlene in Wahrheit eine Anarchistin ist, die ein Attentat auf einen Politiker und Diplomaten ihres Landes plant.
Das Fräulein Anni, ihres Zeichens Zimmermädchen im Grand Hotel Boulevard, bekommt den Schmuckdiebstahl mit und will dem Langfinger helfen, da sie in den Professor verliebt ist und an ihn und seine Forschung glaubt: Denn eigentlich ist sie im Hauptberuf Studentin der Medizin und verdient sich als Zimmermädchen lediglich ein Zubrot, um ihr Studium zu finanzieren. Um den Professor vor Ungemach zu bewahren, versteckt sie kurzerhand sein Diebesgut, den kostbaren Schmuck. Die wertvollen Preziosen wandern nun im Verlauf der Geschichte von einer Hand in die andere, doch keiner der im Hotel abgestiegenen Herrschaften will etwas damit zu tun haben. Alle haben nämlich so ihre eigenen Geheimnisse und Schwierigkeiten, und jeder der Beteiligten fürchtet die Polizei wie der Teufel das Weihwasser. Während eines Maskenballs im Hotel taucht plötzlich die Polizei auf, startet eine groß angelegte Razzia und stürzt damit die Boulevard-Bewohner in große Turbulenzen …

## Produktionsnotizen
Grand Hotel …! entstand im Januar/Februar 1927 in den UFA-Studios in Neubabelsberg, passierte die Zensur am 22. Juli desselben Jahres und wurde am 5. September 1927 in Berlins Mozartsaal uraufgeführt. Der mit Jugendverbot belegte Sechsakter besaß eine Länge von 2317 Meter.
Erich Czerwonski gestaltete die Filmbauten. Hauptdarsteller Hadank spielte hier seine erste deutsche Kinorolle.

## Kritik
„Das Hotel wird zum Symbol, Allegorie des eitlen, gottlosen und doch so süssen und berauschenden Taumels unserer Tage! Bilder und Szenenausschnitte sind nicht mehr spielerische Illustrationen eines konstruierten, gleichgültigen Einzelschicksals, sondern ins Typische gesteigertes, expressionistisch vertieftes, von der Lupe überraschtes Leben!“